# Dragutin Antun Parčić
Dragutin Antun Parčić (Vrbnik na Krku, 26. svibnja 1832. – Rim, 25. prosinca 1902.), bio je hrvatski filolog, glagoljaš i fotograf.

## Životopis
Antun Parčić rođen je u Vrbniku na Krku, 1832. godine. Rodio se u obitelji Josipa i i Marije (rođ. Petriš). Pučku školu polazio je i završio u rodnome Vrbniku, a njemačko-talijansku školu, višu pučku školu, polazio je i završio u Krku. Nakon završetka više pučke škole boravio je dvije godine u Glavotoku kod rođaka o. Rimoslava koji ga je spremao za daljnje školovanje učeći ga latinski i talijanski jezik, te ga upoznavao s glagoljicom. Prije polaska na školovanje u Zadar, 1843. godine, obukao je redovničko odijelo i dobio redovničko ime Dragutin. U Zadru je sve do 1854. godine živio je u Samostanu sv. Mihovila u Klaićevoj ulici 19, koje tada bilo snažno glagoljaško središte. Javnu talijansku gimnaziju polazio je i završio u Zadru od 1843. do 1851. godine. Godine 1851. upisao je studij bogoslovije na središnjem nadbiskupskom bogoslovnom sjemeništu Zmajević u Zadru. Dana 22. listopada 1854. godine u Glavotoku položio je svoje redovničke zavjete u ruke o. Serafina Šarca. Bio je profesor za hrvatski jezik i matematiku u Zadru na zadarskoj realci od 1857. do 1858. godine. Bio je i kanonik Hrvatskog zavoda Sv. Jeronima u Rimu od 1876. godine do smrti.
Sastavio je Mali talijansko-hrvatski riečnik (1851.), dva dvojezična rječnika, hrvatsko-talijanski Riečnik ilirsko-talianski (polag najnovijih izvorah) (1858.) i talijansko-hrvatski rječnik Vocabolario italiano-slavo (illirico) - Rječnik talijansko-slovinski (hrvatski) (1868.), te napisao gramatiku hrvatskog jezika na talijanskom Grammatica della lingua slava (Illirica) (1873.). Priredio je novo izdanje hrvatsko-glagoljskog Misala (1893.) i hrvatski obrednik Rimski ritual (1893.), te početnicu za čitanje glagoljskih slova s osnovama staroslavenske gramatike autora Ivana Broza Mali azbukvar za pravilno i jednolično čitanje glagoljice u novih crkvenih knjigah po hrvatskoj recenziji (1894.). 
Parčić je bio svestran, bavio se kartografijom, tiskarstvom, slikarstvom, pjesništvom, prevođenjem, prirodoslovljem, botanikom, astronomijom i fotografijom. Manje je poznato da je Parčić pionir fotografije u Hrvatskoj i autor jedne od najstarijih fotografija Sunca na svijetu. Riječ je o triptihu pomrčine Sunca snimljenom u tehnici dagerotipiji na staru godinu 1861. godine u Zadru.
Umro je u Rimu 1902. godine. Pokopan je na rimskome groblju.

## Djela
- Mali taliansko-hrvatski riečnik, Rijeka, 1851.
- Riečnik ilirsko-talianski (polag najnovijih izvorah), Petar Abelić Knjigar-Izdavatelj, Zadar, 1858.
  - 2. izd. Rječnik slovinsko - talijanski - Vocabolario slavo-italiano, Braća Battara Tiskari-Izdavatelji, Zadar, 1874.
  - 3. izd. Rječnik hrvatsko-talijanski - Vocabolario croato-italiano, Treće popravljeno i pomnoženo izdanje, Tisak i naklada "Narodnoga lista", Zadar, 1901. (Vocabolario croato-italiano, Libreria internazionale E. de Schönfeld, Zara, 1921.; ↓1 pretisak Artresor studio, Zagreb, 1995.)
- Vocabolario italiano-slavo (illirico) - Rječnik talijansko-slovinski (hrvatski), Fratelli Battara-Librai-Editori, Zara, 1868.
  - 2. izd. Vocabolario italiano-slavo (croato) - Rječnik talijansko-slovinski (hrvatski), Tipografia Dell' Editore U. Luster, Segna, 1887.
  - 3. izd. Vocabolario italiano-slavo (croato) - Rječnik talijansko-slovinski (hrvatski), Tipografia Dell' Editore Hreljanović, Segna, 1908.
- Grammatica della lingua slava (ilirica), Spiridione Artale, Zara, 1873. (2. izd. 1878.; francuski prijevod: Grammaire de la langue serbo-croate par A. Parčić, traduction a l´usage des franc̦ais contenant des ameliorations suggérees par l´auteue, avec une introduction par le docteur J.B. Feuvrier, ↓2  F. Vieweg, Pariz, 1877., 2. izd. Grammaire de la langue serbo-croate, traduite avec de nombreuses modifications de la grammaire slave de Parcic par le Dr. Feuvrier, E. Leroux, Pariz, 1904.)
- Dragutin Antun Parčić, Marcel Kušar, Izabrani radovi i pisma, priredile Silvana Vranić i Lada Badurina, Biblioteka Stoljeća hrvatske književnosti, knj. 135, Matica hrvatska, Zagreb, 2017.